# Arnar Viðarsson
Pour les articles homonymes, voir Viðarsson.
Arnar Vidarsson est un entraîneur islandais, de football et ancien joueur, né le 15 mars 1978 à Reykjavik. Il a pris sa retraite sportive en juin 2014, après avoir disputé la majeure partie de sa carrière en Belgique, puis a entamé une carrière d'entraîneur.

## Palmarès en tant que joueur
- Finaliste de la Coupe de Belgique en 2013 avec le Cercle Bruges